# 湖屯站
湖屯站是一个泰肥铁路上的铁路车站，位于山东省泰安市肥城市湖屯镇, 泰肥线尽头，建于1968年，目前为三等站。车站下属3条专线：平阴龙泉石油专用线、72593部队专用线、国庄矿专用线、查庄矿专用线、石横电厂专用线、石横特钢厂专用线。该站负责肥城西, 平阴, 梁山, 聊城等邻近城镇地区的工矿产货运服务, 该站曾经担当客运运输服务, 但是目前仅办理货运。
湖屯站占地24公顷。站内有二层办公楼1栋，建筑面积364平方米；二层货运楼1栋，建筑面积240平方米；二层行车楼1栋，建筑面积260平方米。
建设中的泰聊铁路将从湖屯站向西延伸至聊城东站，同时湖屯站将设综合维修工区1处、110kV牵引变电所1处。
1. ↑  . mini.eastday.com. （原始内容存档于2020-02-26）.
2. ↑  . http://xxgk.sdein.gov.cn/.   [2020-02-25]. （原始内容存档于2020-02-25）.